# Sojuz TM-19
Sojuz TM-19 je označení ruské kosmické lodi, ve které odstartovala mise ke ruské kosmické stanici Mir.

## Posádka

### Startovali
- Jurij Malenčenko (1)
- Talgat Musabajev (1)

### Přistáli
- Jurij Malenčenko (1)
- Talgat Musabajev (1)
- Ulf Merbold (3) ESA

V závorkách je uveden dosavadní počet letů do vesmíru včetně této mise.